# ماریسور
ماریسور(نام علمی: Marisaurus) نام یک سرده از راسته خزنده‌کفلان است.